# José Pauwels
José Pauwels (* 24. Juni 1928 in Sint-Niklaas; † 7. Juli 2012 in Sint-Gillis-Waas) war ein belgischer Radrennfahrer.

## Sportliche Laufbahn
Pauwels war im Bahnradsport und im Straßenradsport aktiv. Er war Teilnehmer der Olympischen Sommerspiele 1952 in Helsinki. In der Mannschaftsverfolgung belegte der belgische Bahnvierer mit Gabriel Glorieux, José Pauwels, Robert Raymond und Paul Depaepe den 5. Rang.
Bei den nationalen Meisterschaften gewann er 1952 die Silbermedaille in der Einerverfolgung. Im Straßenradsport wurde er 1951 belgischer Vize-Meister im Einzelrennen. 1952 gewann er eine Etappe der Belgien-Rundfahrt für Amateure.